# Parambia
Parambia là một chi bướm đêm thuộc họ Crambidae.